# فیردیلینگ (میزوری)
فیردیلینگ (به انگلیسی: Fairdealing) یک منطقهٔ مسکونی در ایالات متحده آمریکا است که در میزوری واقع شده‌است. فیردیلینگ ۱۴٫۸۸ کیلومتر مربع مساحت و ۶۷۶ نفر جمعیت دارد و ۱۳۹٫۹ متر بالاتر از سطح دریا واقع شده‌است.